# Udo Voigt

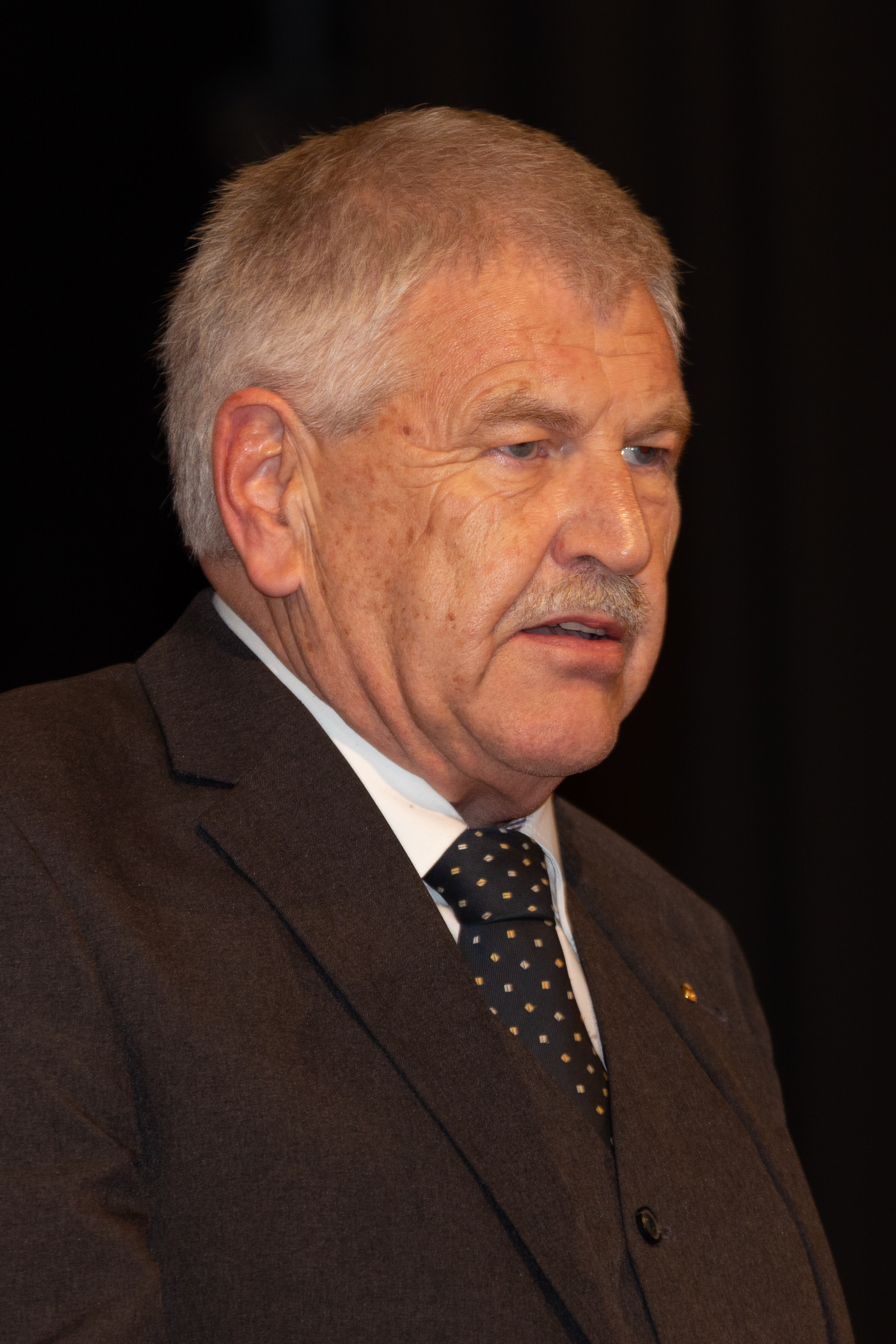
Udo Voigt (2018)

Udo Manfred Lothar Voigt (* 14. April 1952 in Viersen; † 17. Juli 2025) war ein deutscher rechtsextremer Politiker der Partei Die Heimat (ehemals NPD). Von 1996 bis 2011 war er Vorsitzender der Partei und von 2014 bis 2019 Mitglied des Europäischen Parlaments. Von 2019 bis zu seinem Tod war er stellvertretender Vorsitzender der Partei.

## Leben

### Herkunft und Familie
Voigt wuchs als Einzelkind auf. Seit seiner Kindheit hatte sein im Jahr 2000 verstorbener Vater für ihn eine Vorbildfunktion. Dieser, ein vom Nationalsozialismus überzeugter Soldat, wurde in der Zeit des Nationalsozialismus Mitglied der SA und später Stabsgefreiter der Wehrmacht. Nachdem er 1949 aus der sowjetischen Kriegsgefangenschaft entlassen worden war, arbeitete Voigts Vater als Fahrer für die britische Rheinarmee.
Der zuletzt in Berlin-Köpenick lebende Voigt war verheiratet und kinderlos.

### Ausbildung und Beruf
Nach der Fachoberschulreife, der Erlangung der allgemeinen Hochschulreife auf dem zweiten Bildungsweg und einer dreijährigen Lehre von 1968 bis 1971 als Metallflugzeugbauer studierte Voigt zwei Semester Luft- und Raumfahrttechnik an der Fachhochschule Aachen.
Das Studium brach er jedoch 1972 wegen seiner Einberufung zur Bundeswehr ab, in der er bis 1984 als Zeitsoldat diente. Als Offizieranwärter der Luftwaffe wurde er an der Offizierschule der Luftwaffe in Neubiberg und der Raketenschule der Luftwaffe USA in El Paso, Texas, ausgebildet. Er war dann als Truppenoffizier in der Verwendung eines Sicherheitsoffiziers auf einem NATO-Schießplatz in Griechenland, als Feuerleitoffizier einer Flugabwehrraketenbatterie und Kampfführungsdienstoffizier bei einer Flugabwehrraketeneinheit in Freising eingesetzt. Zuletzt im Rang eines Hauptmanns, musste er auf Grundlage von nachrichtendienstlichen Erkenntnissen des Militärischen Abschirmdienstes (MAD) die Bundeswehr verlassen, die ihn wegen seiner Weigerung, die aktive NPD-Mitgliedschaft zu beenden, nicht als Berufssoldat übernahm. Voigt klagte dagegen; die Klage wurde aber 1984 vom Bundesverwaltungsgericht abgewiesen.
Voigt, der kein wehrübender Reservist war, war seit seiner aktiven Bundeswehrzeit Mitglied des Deutschen Bundeswehrverbandes (DBwV), der Interessenvereinigung von Soldaten. Nachdem der amtierende Vorstand 2009 Kenntnis über seine Mitgliedschaft erlangt hatte, beschloss er wiederholt – mit Verweis auf die Unvereinbarkeit mit der Satzung – Voigts Vereinsausschluss, der allerdings von ihm, zuletzt Ende 2010, durch Anrufung des vereinsinternen Schiedsgerichts aus formalen Gründen erfolgreich angefochten wurde.
Im Anschluss an seine Militärzeit studierte er von 1982 bis 1987 Politikwissenschaft an der Hochschule für Politik München (HfP). Er schloss das Studium als Diplom-Politologe (Dipl. sc. pol. Univ.) an der Ludwig-Maximilians-Universität München (LMU) ab, die eine Kooperation mit der HfP hatte.
Voigt übte auch verschiedene Tätigkeiten als Kleinunternehmer aus, so als Inhaber einer Textilreinigung und einer Wohnmobilvermietung.

### Partei
Voigt trat 1968 der NPD bei und war zunächst von 1970 bis 1972 im Kreisvorstand Viersen (NRW) und von 1978 bis 1992 Kreisvorsitzender in Freising. 1984 wurde er Mitglied des Präsidiums des bayerischen Landesverbandes der NPD. Von 1986 bis 1993 leitete er das „Nationaldemokratische Bildungszentrum“ in Iseo in Oberitalien. Ebenfalls 1986 wurde er in den Bundesparteivorstand der NPD und 1992 zum Landesvorsitzenden der NPD in Bayern gewählt. Vier Jahre später kandidierte Voigt erfolgreich für den Posten des Bundesvorsitzenden seiner Partei. Beim NPD-Bundesparteitag, der im März 1996 in Bad Dürkheim stattfand, konnte er sich knapp mit 88 zu 83 Stimmen als Nachfolger des bisherigen NPD-Bundesvorsitzenden Günter Deckert durchsetzen. Letzterer war bereits im Herbst 1995 abgesetzt worden und verbüßte zum Zeitpunkt der Wahl eine Gefängnisstrafe wegen Volksverhetzung. Nachdem Deckert im Oktober 2000 seine Haftstrafe verbüßt hatte, versuchte er, den an Voigt verlorenen Parteivorsitz wieder zurückzuerlangen. Bei einem unter Ausschluss der Öffentlichkeit tagenden Parteitag der NPD im März 2002 in Königslutter musste sich Deckert jedoch Voigt mit 42 zu 155 Stimmen geschlagen geben. Im Oktober 2004 wurde Voigt beim Bundesparteitag der NPD im thüringischen Leinefelde mit über 87,8 Prozent der Stimmen (158 von 180) im Amt bestätigt.

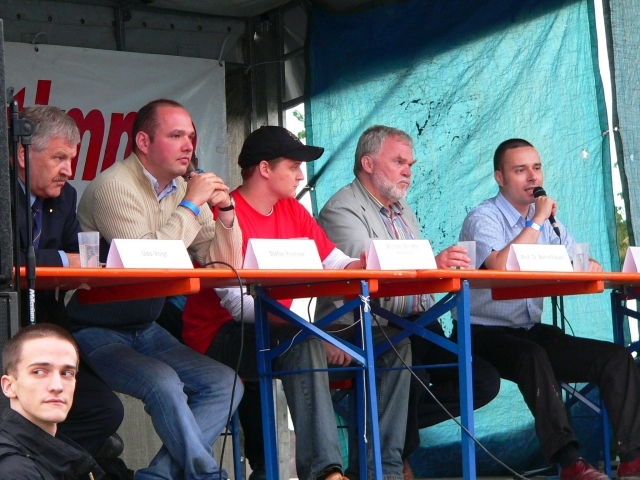
Udo Voigt (oben links) als Teilnehmer einer Podiumsdiskussion auf dem „Pressefest der Deutschen Stimme“ am 5. August 2006 in Dresden-Pappritz. Neben ihm (v. l.) Stefan Rochow, Michael Schäfer, Bernd Rabehl und Arne Schimmer.

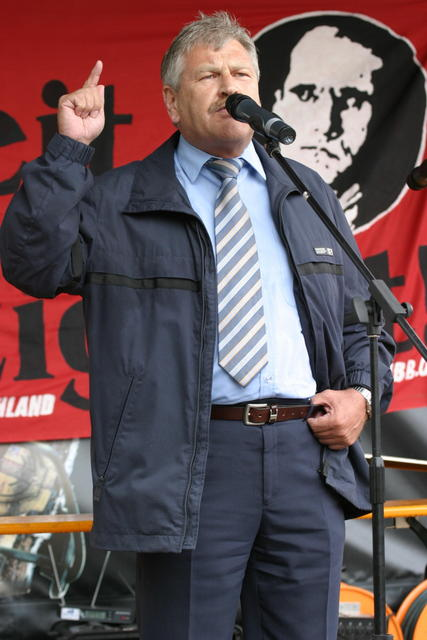
Udo Voigt als Redner vor dem Konterfei des Hitler-Stellvertreters Rudolf Heß, bei einem Gedenkmarsch zu dessen Ehren

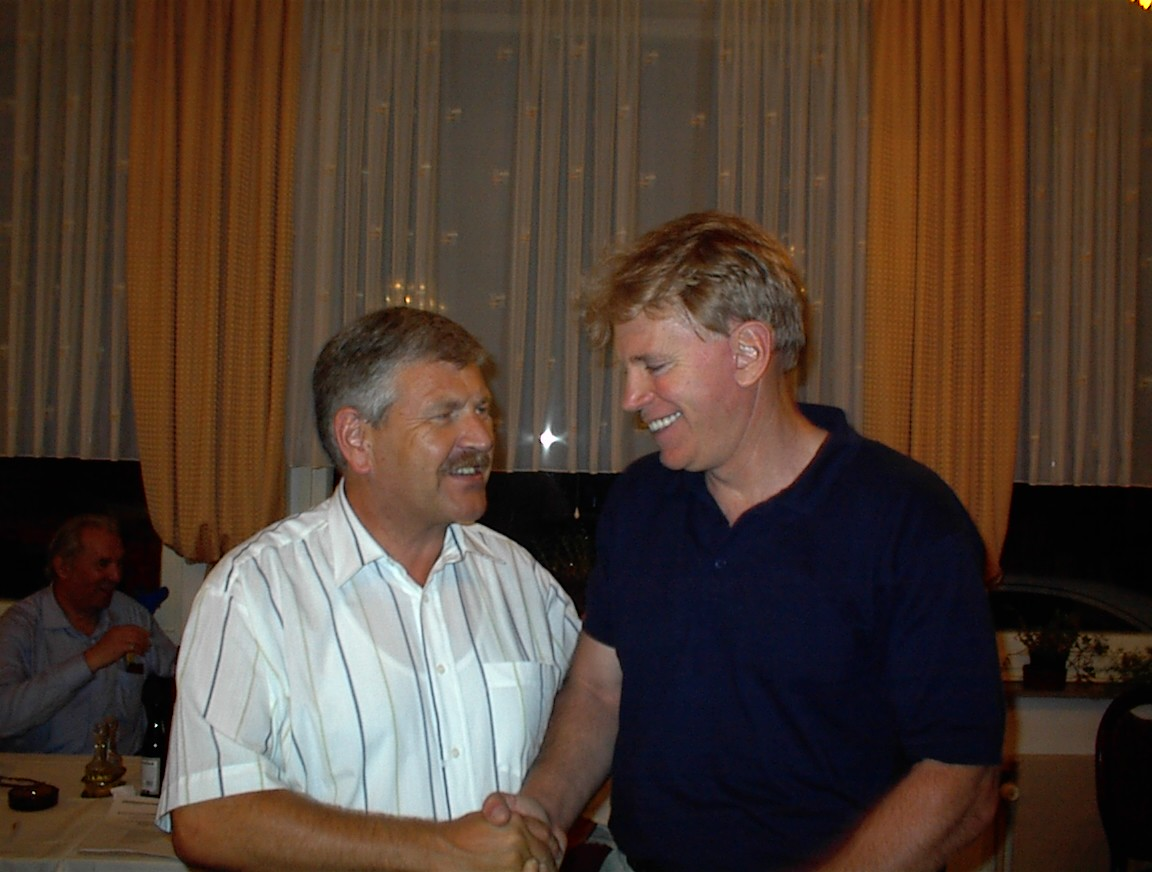
Udo Voigt und David Duke, ehemaliger Grand Wizard des Ku-Klux-Klans

Als Parteivorsitzender hob Voigt alle Unvereinbarkeitsbeschlüsse der NPD auf und öffnete sie so für Neonazis. Es gelang ihm, seine Partei aus der relativen Bedeutungslosigkeit der 1970er und 1980er Jahre herauszuführen. Insbesondere in Ostdeutschland knüpfte die NPD neue Netzwerke. Sie arbeitete dabei verstärkt mit parteiungebundenen Personen der rechtsextremen Jugendkultur und mit freien Kameradschaften zusammen. Darüber hinaus gelang es Voigt, die Beziehungen zu rechtsextremistischen Parteien und Gruppen im Ausland zu verbessern und zu vertiefen. So besuchte Voigt am 17. November 2004 Alessandra Mussolini im Europaparlament in Straßburg.
Vor dem Hintergrund des Bedeutungszuwachses der NPD und ihrer aggressiveren politischen Ausrichtung unter dem Parteivorsitzenden Voigt leiteten Bundesregierung, Bundestag und Bundesrat im Jahr 2001 ein Verbotsverfahren gegen die Partei ein, das jedoch am 18. März 2003 aus formalen Gründen durch das Bundesverfassungsgericht eingestellt wurde. Voigt wertete dieses als Erfolg für sich und seine Partei. Er „bedankte“ sich daher beim damaligen Bundesinnenminister Otto Schily für die „Wahlkampfhilfe“.
Voigt beteiligte sich 2002 an einer Diskussionsrunde auf einer Veranstaltung der später vom Bundesministerium des Innern verbotenen Organisation Hizb ut-Tahrir. Voigt wollte damit das Bündnis zwischen Rechtsextremen und Islamisten voranbringen.
2004 gelang es der NPD in Sachsen, bei den Kommunalwahlen am 13. Juni und bei der Landtagswahl am 19. September hohe Wahlerfolge zu erringen. Mit 9,2 Prozent der Stimmen (einem Zuwachs von 7,8 Prozentpunkten) konnte die NPD mit zwölf Mandaten erstmals seit den späten 1960er Jahren wieder in ein deutsches Landesparlament einziehen. Voigt verkündete vor diesem Hintergrund auf dem einen Monat später veranstalteten NPD-Bundesparteitag in Leinefelde die Bildung einer „Volksfront von Rechts“. Zusammen mit der Deutschen Volksunion (DVU) wurde hierzu für die Bundestagswahl 2005 eine „gemeinsame Liste“ aufgestellt.
Tatsächlich kandidierten einige DVU-, DP-, REP-Mitglieder und parteifreie Bürger auf der Liste der NPD. Bei der Bundestagswahl 2005 errang die NPD 1,6 % (2002 0,4 %) der Zweitstimmen und 1,8 % der Erststimmen. Die NPD sah dieses Ergebnis als Erfolg an.
Für die Wahl des Berliner Abgeordnetenhauses am 17. September 2006 trat Udo Voigt als Spitzenkandidat der NPD an, scheiterte jedoch mit seiner Partei an der Fünf-Prozent-Hürde. Bei der Wahl zur 55 Mitglieder zählenden Bezirksverordnetenversammlung des Bezirks Treptow-Köpenick am gleichen Tag gewann er eines von drei NPD-Mandaten und bekleidete dort bis 2011 das Amt des NPD-Fraktionsvorsitzenden.
Beim Bundesparteitag in Neuruppin wurde Voigt am 13. November 2011 von Holger Apfel als Parteivorsitzender abgelöst. Apfel erhielt bei der Wahl 126 Delegiertenstimmen gegenüber 85 für Voigt.
Anfang 2012 engagierte die NPD Voigt als Berater gegen ein drohendes erneutes Parteiverbotsverfahren, das aber im Januar 2017 vom Bundesverfassungsgericht abgewiesen wurde.
Der NPD-Bundesparteitag am 18. Januar 2014 in Kirchheim bestimmte Voigt zum Spitzenkandidaten für die Europawahl 2014. Dabei setzte er sich mit 93 Stimmen gegen den amtierenden Parteivorsitzenden Udo Pastörs durch, der 71 Stimmen erhielt. Bei der Europawahl in Deutschland 2014 gelang es Voigt erstmals in der Geschichte der NPD, einen Sitz bei einer bundesweiten Wahl zu gewinnen. Im Europäischen Parlament wurde Voigt Mitglied im Ausschuss für bürgerliche Freiheiten, Justiz und Inneres.
Von 2019 bis zu seinem Tod im Jahr 2025 war Voigt stellvertretender Bundesvorsitzender der Heimat.

### EU-Parlament
Als Europaabgeordneter gehörte er keiner Fraktion an und vertrat durchweg EU-skeptische Positionen. Gemeinsam mit den ehemaligen Europaabgeordneten Nick Griffin und Roberto Fiore war er federführend an der Gründung der Europapartei Alliance for Peace and Freedom beteiligt. Außenpolitisch vertrat Voigt eine Politik der Annäherung an Russland und sprach sich in mehreren Redebeiträgen für ein Ende der europäischen Sanktionspolitik aus. Er machte sich mehrmals für den syrischen Präsidenten Baschar al-Assad stark und reiste 2015 als erster EU-Parlamentarier auf Einladung der syrischen Regierung direkt ins Kriegsgebiet. Deutliche Kritik erntete Voigt 2019 für ein Treffen mit Führungskräften der libanesischen Hisbollah, auf dem er die gefallenen Hisbollah-Kämpfer im Kampf gegen den Islamischen Staat lobend hervorhob. Voigt war Mitglied der EU-Delegation für die Beziehungen zum Iran. 2018 reiste er ins iranische Mashhad und forderte eine atomwaffenfreie Zone im gesamten Nahen Osten. Dort traf er sich auch mit dem Vordenker der russischen Rechten, Alexander Dugin. 2018 demonstrierte er im marokkanischen Marrakesch gegen die Unterzeichnung des globalen Migrationspaktes, indem er ein Transparent mit auf den Kongress schmuggelte.
Als EZB-Bankenaufseher schlug er den Sozialdemokraten Thilo Sarrazin vor. Voigt war ebenso  Mitglied des Ausschusses für bürgerliche Freiheiten, Justiz und Inneres. Dort forderte er u. a. die Freilassung des inhaftierten RAF-Gründers und Holocaustleugners Horst Mahler. Insbesondere wegen des Einzuges von Udo Voigt in das Europäische Parlament beschloss dieses eine europaweit gültige Sperrklausel einzuführen. Nachdem die Partei bei der Europawahl in Deutschland 2019 lediglich 0,3 % erreicht hatte, verlor auch Voigt seinen Sitz im Europaparlament. Voigt verfasste das Buch Einer für Deutschland über seine Zeit als Abgeordneter in Brüssel.

### Strafverfahren
Das Landgericht Stralsund rollte im März 2003 ein älteres Gerichtsverfahren gegen Voigt neu auf. Ihm wurde vorgeworfen, bei einem Auftritt im Wahlkampf im August 1998 im vorpommerschen Greifswald Jugendliche zum bewaffneten Kampf gegen das politische System in Deutschland aufgerufen zu haben. Am 25. August 2005 wurde er wegen Volksverhetzung zu vier Monaten Haft auf Bewährung verurteilt. In der Revision wurde der Prozess jedoch wegen „überlanger Verfahrensdauer“ eingestellt.
Nach den Landtagswahlen 2004 in Sachsen und Brandenburg veröffentlichte die als rechtskonservativ geltende Zeitung Junge Freiheit unter der Schlagzeile Ziel ist, die BRD abzuwickeln ein Interview mit Voigt, in welchem er Hitler einen „großen deutschen Staatsmann“ und die BRD ein „illegitimes System“ nannte. Die Staatsanwaltschaft Berlin leitete daraufhin ein Ermittlungsverfahren wegen Verunglimpfung des Staates und seiner Symbole ein.
Bei einer NPD-Demonstration im thüringischen Jena am 18. August 2007 trat Voigt als Redner auf. Die Veranstaltung (Motto: „Weg mit den Volksverhetzungsgesetzen – Für Meinungsfreiheit“) wurde von der Stadt Jena wegen des Verdachts eines getarnten Rudolf-Heß-Gedenkmarsches verboten, nachdem zuvor eine eigentlich geplante Veranstaltung in Wunsiedel nicht erlaubt worden war. Das zuständige Verwaltungsgericht in Gera hob das Verbot jedoch mit der Begründung auf, dass der Verdacht der Stadt Jena unbegründet sei. Videoaufnahmen der Polizei bestätigten inzwischen, dass Voigt während der Demonstration Rudolf Heß für den Friedensnobelpreis vorschlagen wollte, worauf die Polizei Anzeige gegen Voigt erstattete. Der Vorwurf lautete: Verherrlichung des Nationalsozialismus.
Im März 2008 wurde gegen Voigt wegen Volksverhetzung in zwei Fällen sowie wegen Beleidigung Anklage erhoben. Voigt wurde die Herausgabe eines Planers zur Fußball-Weltmeisterschaft 2006 vorgeworfen, in dem nach Auffassung der Staatsanwaltschaft Berlin der dunkelhäutige deutsche Nationalspieler Patrick Owomoyela rassistisch diskriminiert wurde. In dem Planer war ein Trikot mit der damals Owomoyela zugeordneten Nummer 25 abgebildet worden sowie dazu ein Schriftzug „Weiß – nicht nur eine Trikotfarbe“. Laut Anklage wurde in dem Planer zum Ausdruck gebracht, dieser und andere Spieler nicht-weißer Hautfarbe seien unwürdig, Deutschland als Nationalspieler zu repräsentieren. Nach der Beschlagnahmung dieses Planers hatte die NPD unter Leitung Voigts einen neuen erstellt. Darin war, illustriert durch das Piktogramm eines weißen und zehn schwarzer Nationalspieler vor der Fragestellung „Nationalelf 2010?“, erneut eine „Überfremdung“ der Nationalmannschaft angeprangert worden. Gegen den NPD-Planer waren damals sowohl Owomoyela als auch der Deutsche Fußball-Bund juristisch vorgegangen. Im April 2009 wurde Voigt neben den NPD-Funktionären Klaus Beier und Frank Schwerdt zu sieben Monaten Freiheitsstrafe auf Bewährung und zu einer Geldstrafe von 2000 Euro verurteilt. Der hiergegen gerichteten Berufung der Angeklagten gab das Landgericht Berlin am 9. März 2011 statt und sprach die Angeklagten frei. Das Gericht sah den Tatbestand der Volksverhetzung als nicht erfüllt an, da es zum einen am Appell-Charakter fehle und zum anderen der Titel des WM-Planers mehrdeutig sei und ebenfalls als Kritik an Manipulation und Korruption im Fußball verstanden werden könne. Darüber hinaus unterfalle der WM-Planer inhaltlich nach Einschätzung des Gerichts dem Grundrecht der Meinungsfreiheit. Auch eine Beleidigung verneinte das Gericht mangels Diffamierung des betroffenen Spielers. Die Staatsanwaltschaft legte gegen das Urteil Revision ein. Das Kammergericht erkannte während der Revision „Fehler in der Beweisführung“ und verwies das Verfahren zurück an das Landgericht, wo der Prozess im Februar 2014 neu aufgerollt wurde. Im Mai desselben Jahres wurde er zu einer Freiheitsstrafe von einem Jahr auf Bewährung verurteilt, die beiden Mitangeklagten Klaus Beier und Frank Schwerdt jeweils zu sieben Monaten. Voigt und Schwerdt wurden zusätzlich zu 2500 Euro Zahlung an die Deutsche Sporthilfe verurteilt, Beier zu 2000 Euro. Sowohl die Beklagten als auch die Staatsanwaltschaft prüften die Möglichkeit der Revision. Weiteres ist bisher nicht bekannt.
Am 11. Oktober 2012 verurteilte das Landgericht Berlin Voigt zu zehn Monaten Haft auf Bewährung und einer Geldbuße in Höhe von 1000 Euro. Der Anklagevorwurf lautete nach einem Bericht von Spiegel Online auf Verherrlichung der Taten der Waffen-SS und Volksverhetzung in einer Ansprache im März 2010 sowie in einem Wahlwerbespot zur Abgeordnetenhauswahl 2011. Der Bundesgerichtshof verwarf die Revisionen Voigts und des Mitangeklagten Uwe Meenen gegen dieses Urteil anschließend als unbegründet. Es handelte sich um die erste rechtskräftige Verurteilung Voigts wegen Volksverhetzung.

### Medienauftritte

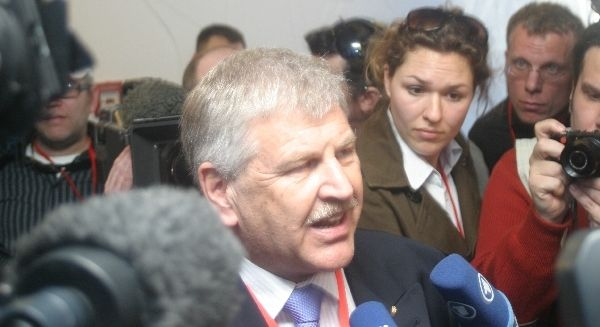
Udo Voigt gibt beim NPD-Bundesparteitag 2009 in Berlin ein Interview

Am 15. März 2007 zeigte das ARD-Fernsehmagazin Panorama geheime Aufnahmen von einem Treffen zur Ehrung gefallener SS-Angehöriger in Budapest, an dem Udo Voigt teilgenommen hatte. Bei der dazugehörenden Musikveranstaltung war es zu antisemitischen und rassistischen Ausfällen gekommen. So waren NPD-Kadermitglieder in der Sendung mit „Heil-Hitler“-Rufen zu sehen. In einem Interview bezeichnete Udo Voigt daraufhin den Hitlergruß als „Friedensgruß“, der 60 Jahre nach Kriegsende erlaubt sein sollte.
Am 10. Dezember 2007 strahlte das Fernsehmagazin Report Mainz ein Interview aus, das Voigt iranischen Journalisten gegeben hatte. Darin hatte er mit Bezug auf den Holocaust unter anderem behauptet: „Sechs Millionen kann nicht stimmen. Es können maximal 340.000 in Auschwitz umgekommen sein. Dann sagen zwar die Juden immer: Auch wenn nur ein Jude umgekommen ist, weil er Jude ist, ist das ein Verbrechen. Aber es ist natürlich ein Unterschied, ob wir für sechs Millionen zahlen oder für 340.000. Und dann ist auch irgendwann die Einmaligkeit dieses großen Verbrechens – oder angeblich großen Verbrechens – weg.“  Der damalige Vorsitzende des Innenausschusses des Deutschen Bundestages, Sebastian Edathy, kündigte daraufhin an, Strafanzeige gegen Voigt zu erstatten.
Zu der Präsidentschaftswahl im Iran 2009 äußerte Voigt, im Iran „wurde anders gewählt, als es der westlichen Welt und ihrer jüdischen Lobby recht ist … Iran ist eben auch nicht Deutschland, wo Demokratie und Menschenrechte oft genug mit den Füßen getreten werden“.
Rege diskutiert wurde in der Öffentlichkeit auch das sogenannte „Hotel-Urteil“: Der Bundesgerichtshof entschied im März 2012, dass Hotels rechtsextremen Gästen wie Voigt Hausverbot erteilen dürfen. Bedingung dafür ist jedoch, dass die Buchung noch nicht bestätigt sein darf.
Während des russischen Krieges gegen die Ukraine trat Voigt mit Nick Griffin, Roberto Fiore und anderen Vertretern der extremen Rechten im März 2015 in Sankt Petersburg auf und kritisierte die EU-Sanktionen gegen Russland.
Im Mai 2020 nahm Voigt in Berlin in einem T-Shirt mit der Aufschrift „Nein zur Zwangsimpfung“ an einer Demonstration gegen die Corona-Politik teil. Zuvor hatte er geschrieben, er wolle „endlich aus dem Merkelknast BRD entkommen und wieder frei sein“. Er sei „bereit, künftig für meine Freiheitsrechte auf der Straße zu kämpfen“. Nach der Berliner Kundgebung äußerte Voigt in einem Interview mit der NPD-Parteizeitung Deutsche Stimme, der Protest funktioniere „parteiübergreifend, ohne sich gegenseitig zu distanzieren“.

## Tod
Voigt starb am 17. Juli 2025 nach kurzer schwerer Krankheit im Alter von 73 Jahren.